# 阿芬迪
丹斯里阿芬迪（1962年8月21日—）是马来西亚空军上将和馬來西亞前武裝部隊總司令。他在擔任此職務前還擔任了空軍總司令。